# Antonio Steffenoni
Antonio Steffenoni (Milano, 5 agosto 1947 – Milano, 11 maggio 2017) è stato uno scrittore e critico cinematografico italiano.

## Biografia
Figlio di un italiano e di una spagnola, Maria Mora Tordera, Antonio Steffenoni ha trascorso larga parte dell'adolescenza a Barcellona; finito il Liceo Classico si iscrive alla Facoltà di Filosofia dell'Università Statale di Milano, dove si laurea in filosofia della storia con una tesi su Lukács.
Nel corso degli anni d'università entra a far parte di un gruppo politico-culturale, i Situazionisti, che si ispiravano a pensatori di come Guy Debord e Raoul Vaneigem, dei quali riconosce ancora oggi la forte influenza sul suo pensiero.
Pubblica il primo romanzo giovanissimo, nel 1976, con Rizzoli: “Una sola paura” lo segnala immediatamente all'attenzione della critica e del pubblico, viene salutato come “un esordio folgorante” e risulta finalista al Premio Viareggio Opera prima. Il secondo romanzo “Un'ora d'aria” esce tre anni dopo e viene ridotto per il teatro dalla compagnia di Orazio Costa. Al centro delle due storie la giovinezza e il difficile adattamento alla vita di due protagonisti dal carattere solitario e dagli amori complicati. A fare da sfondo, nel primo un'insolita Ischia invernale, nel secondo Milano.
Alla pubblicazione ravvicinata di queste due prime opere, Antonio Steffenoni fa seguire un lungo periodo di silenzio, più di dieci anni, a proposito del quale non ha mai voluto dare spiegazioni. Continua a collaborare, però, in veste di critico cinematografico, a Prima Comunicazione e ad altre testate finché torna a pubblicare con successo negli anni 90. Esce, nel 1992, una delle opere ritenute dalla critica fra le sue più importanti “L'ultima lettera di Jaime Joaquin Mora Tordera” , ristampata nel 1998 da Tropea Editore, della quale Ivan Della Mea scrive: “Se fossi un critico letterario direi che è un piccolo capolavoro. Siccome non lo sono dico che è un capolavoro così mi riservo il piccolo per quando farò il critico letterario”. Il romanzo è una lunga lettera che uno spagnolo, ormai vecchio, scrive a un amico italiano per svelargli come realmente si svolsero i tragici fatti che, nei primi giorni della guerra civile spagnola, portarono alla morte delle figlie. Il libro ricostruisce le ore e i giorni che videro l'esplosione della violenza in quella che è stata definita la più atroce fra le guerre del XX secolo.
Nel 1993 esce la raccolta di racconti “Sono qui per dirti addio”, cui fa seguito nel 1996 il romanzo per ragazzi “Vally cresce. E suo papà pure”. Nel 2003 – dopo la ristampa de “L'ultima lettera” – esce “Paloma è tornata” con il quale Steffenoni torna ad ambientare una propria storia in Spagna. Questa volta è la Spagna appena uscita dalla dittatura, quando il grande torero antifranchista Antonio Sagarra Campos decide di tornare nella plaza, dopo dieci anni di assenza, in occasione della riapparizione di Paloma, la donna che ne aveva causato il ritiro.
I 2000 sono anni di grande attività per Steffenoni che pubblica, fra il 2006 e il 2010, quattro opere: la seconda raccolta di racconti “Inseguendo le note di un tango”, “Ragazze”, la storia di un lungo week-end a Arles di cinque amiche poco meno che cinquantenni, “Vietato giocare con la palla” nella quale fa la sua prima apparizione il commissario Ernesto Campos, italo-spagnolo tormentato da un passato tragico e misterioso, che ritroviamo in “Meglio andare lontano”.
Nel corso del 2013 esce “Il silenzio sulle donne”, romanzo breve nel quale si può intravedere la figura del grande regista Mario Monicelli; utilizzando la tecnica del giallo investigativo, l'Autore racconta, attraverso l'amicizia fra un grande regista “morente” e un giovane scrittore, l'incapacità degli uomini di parlare dei loro amori per le donne. Nel gennaio del 2014 esce per Rizzoli la terza avventura del commissario Campos ambientata a Milano, nel mondo della pubblicità e dell'alta borghesia. In una Milano perennemente battuta dalla pioggia, nella quale nessuno sembra dire mai la verità, Campos insegue testardamente “una” verità che riuscirà, faticosamente, a trovare.
Gli anni 2000 sono anche gli anni dell'intensa collaborazione dell'Autore con Il Venerdì, settimanale di La Repubblica, per il quale Steffenoni realizza, fra le altre cose, reportage su grandi scrittori cubani, palestinesi, turchi, portoghesi.

## Opere
- Una sola paura (1976)
- Un'ora d'aria (1979)
- L'ultima lettera di Jaime Joaquin Mora Tordera (1992)
- Sono qui per dirti addio (1993)
- Vally cresce. E suo papà pure (1996)
- L'ultima lettera (1998)
- Paloma è tornata (2003)
- Inseguendo le note di un tango (2006)
- Ragazze (2007)
- Vietato giocare con la palla (2008)
- Meglio andare lontano (2010)
- Il silenzio sulle donne (2013)
- Un delitto molto milanese (2014)
- La bella famiglia (2018)